# Punt del Aliga
Punt del Aliga är en bergstopp i Spanien.   Den ligger i provinsen Província de Tarragona och regionen Katalonien, i den östra delen av landet, 400 km öster om huvudstaden Madrid. Toppen på Punt del Aliga är 404 meter över havet.
Terrängen runt Punt del Aliga är huvudsakligen kuperad, men åt sydost är den platt. Runt Punt del Aliga är det glesbefolkat, med 19 invånare per kvadratkilometer. Närmaste större samhälle är Tortosa, 18,0 km söder om Punt del Aliga. 